# Los amigos de mis amigas son mis amigos
Los amigos de mis amigas son mis amigos es el título de una canción del grupo de música pop español Objetivo Birmania publicada en 1989. Se trata de la canción más conocida de este grupo y el sencillo más vendido de toda su carrera.

## Descripción
Se trata del tema principal del álbum homónimo en el regreso de la banda a los estudios de grabación después de un parón de cuatro años, con unos componentes totalmente renovados, quedando solo de la formación inicial la vocalista Mónica Gabriel y Galán y el músico Carlos de France.
La nueva formación resultó en un trío femenino, integrado por la mencionada Mónica Gabriel además de Marisa Pino y quien más tarde sería popular actriz en España Lola Baldrich, en las que se ha querido encontrar una semblanza hispana de Bananarama, entonces en pleno éxito mundial.
El tema se publicó poco antes que el álbum en el que se integra. Con una letra simple, que relata la inconsciente seducción que la protagonista de la canción ejerce sobre el novio  de su amiga Isabel, la melodía bailable y pegadiza pronto se encaramó en las listas de éxitos, siendo uno de los temas más populares en España en 1989, quedando incluso la frase que le da título en el imaginario colectivo de una generación de españoles.
El sencillo alcanzó el número cinco de entre los más vendidos en España la semana de 11 de septiembre de 1989. Llegó al número uno de la lista de Los 40 Principales el 21 de octubre de ese mismo año.

## Versiones
En 1996 fue versionado por la cantante brasileña Xuxa.